# Maison des Baux
La maison des Baux, aussi appelée de Baux, est une puissante lignée de la noblesse féodale de Provence dont les premiers auteurs sont dès le Xe siècle seigneurs des Baux. Au XIIe siècle, ses membres, issus en ligne féminine des comtes de Provence, se livrent sans succès à une guerre de succession pour le comté de Provence.
La maison des Baux se divise à la fin du XIIe siècle en trois branches principales qui deviennent maîtres d'une grande partie de la Provence, du Dauphiné et du Comtat Venaissin.
La branche aînée continue les seigneurs des Baux et comtes d'Avellino en Italie ; la branche de Berre fixée au Royaume de Naples s'allie à la maison d'Anjou-Sicile dont elle hérite de la principauté de Tarente et du titre d'empereur titulaire de Constantinople, elle donne les ducs d'Andria et comtes de Castro et une reine consort de Naples Isabelle des Baux (1465-1533) ; la branche cadette hérite par alliance de la terre d'Orange érigée en principauté en 1163.
Marie des Baux (morte en 1417), princesse héritière d'Orange et dernière de sa branche, apporte par mariage en 1386 la principauté d'Orange dans la maison de Chalon-Arlay. Alix des Baux (morte en 1427 sans postérité) est la dernière dame de la baronnie féodale des Baux qui est ensuite annexée au comté de Provence. La maison des Baux s'éteint définitivement au commencement du XVIe siècle en Italie avec Antoinette des Baux, dernière de la branche des ducs d'Andria et comtes de Castro, mariée au marquis de Licordici.

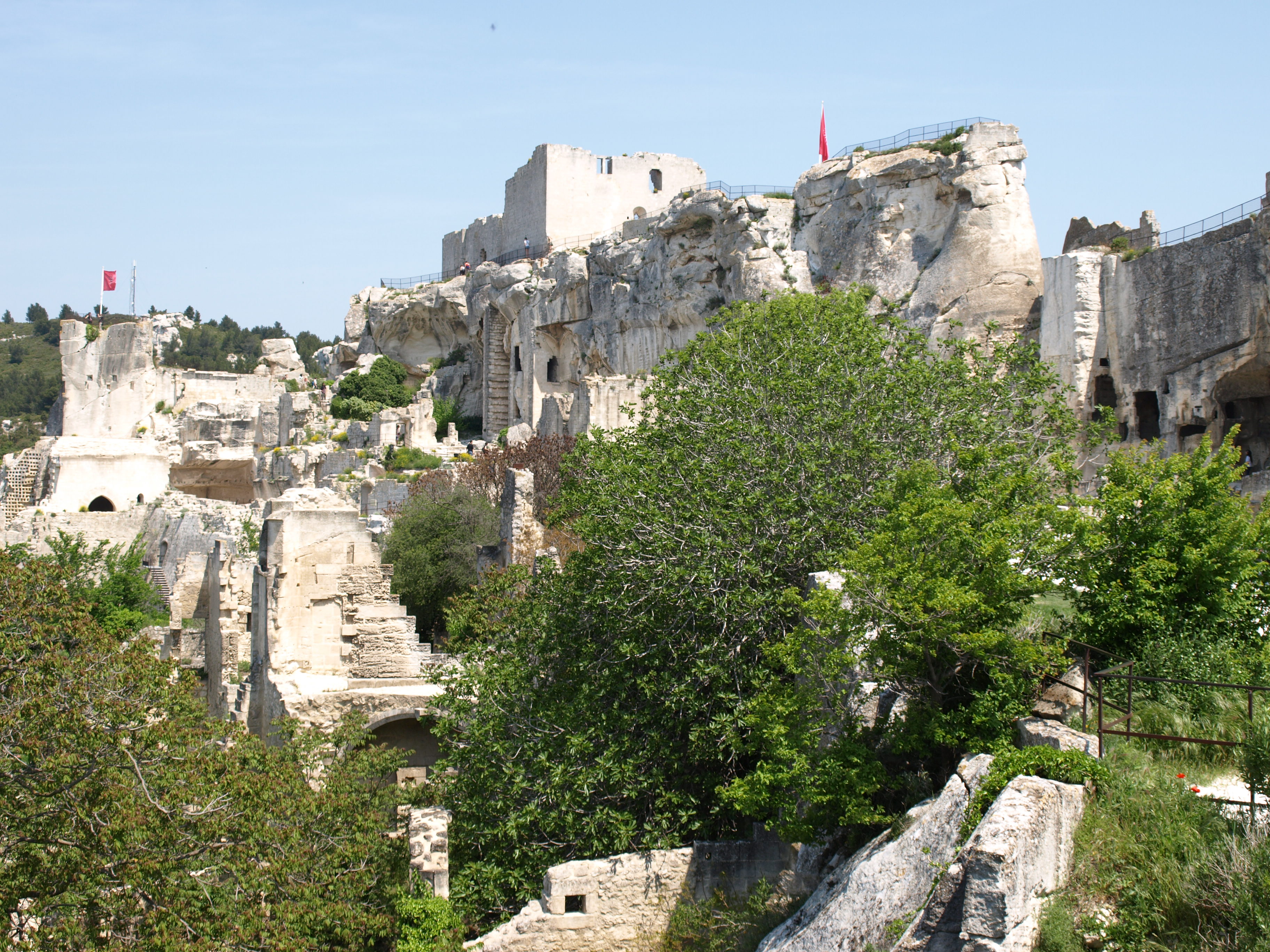
Château des Baux-de-Provence

Des auteurs écrivent que la maison des Baux subsiste en Italie avec les ducs de Presenzano, issus de la branche des Baux ducs d'Andria, mais ce rattachement est contesté.

## Histoire

### Origine
En 1882, Louis Barthélemy a publié un Inventaire chronologique et analytique des chartes de la maison des Baux à partir desquelles a pu être établie une filiation de la maison des Baux,.
La maison des Baux tire son nom du fief des Baux dans le massif des Alpilles, au nord-est d'Arles, où Pons le Jeune, riche seigneur du comté d'Arles, fait probablement construire au Xe siècle le premier château des Baux, place forte d'un important domaine féodal.
Pour Georges de Manteyer (1908), la maison des Baux est issue de Pons II de Mévouillon.
Pons le Jeune, familier du comte Boson II d'Arles et de l'archevêque d'Arles, cité en 973 ou 981 sous le nom de Balcius, en association avec le château, dans une donation à l'abbaye de Montmajour, est le premier membre connu avec certitude de la filiation de la maison des Baux. Le fief des Baux est alors une seigneurie inféodée du comté de Provence.
Pons le Jeune est donné comme le fils de Pons l'Ancien, qui possède des terres dans les régions d'Arles et de Beaucaire. En 953, il est mentionné comme possédant en fief à Arles le château de Portadolsa, qu'il tient de l'archevêque d'Arles, qualifié de vicomte en 965 à Arles, au côté du comte Boson, mais cette filiation n'est pas prouvée.
En 851, un nomme Leibulfe, seigneur des terres d'Argence près de Beaucaire, est mentionné comme seigneur du château des Baux. Il s'agit probablement de Leibulfe d'Arles, fils de Leibulfe de Provence. Des auteurs le donnent comme père de Pons l'Ancien et grand-père de Pons le Jeune,.
Hugues Ier des Baux (mort après 1059), seigneur des Baux, de Montpaon et de Meyrargues, fils cadet de Pons le Jeune et de Profecta de Francon, est le premier à se fixer définitivement aux Baux où il fait construire un château et à porter le nom des Baux,. Il épouse Inauris de Cavaillon,, dont il a trois fils : Guillaume Hugues (qui suit), Pons et Hugues.
Guillaume Hugues des Baux (après 1059-1105), épouse Vierne (de Pasquière selon Pierre Conso). Il participe à Première croisade en Palestine, accompagné de sa femme et de son fils Raymond et meurt à Tripoli en 1105.

### Revendications du comté de Provence au XIIe siècle
Raymond Ier des Baux (avant 1091-1150), épouse vers 1120 Étiennette de Provence, sœur de Douce (ou Doulce) de Provence, comtesse de Provence (épouse de Raymond-Bérenger Ier comte de Barcelone), toutes deux filles de Gilbert comte de Gévaudan et de Gerberge, héritière du comté de Provence. Il reçoit en 1116 de Raymond-Bérenger Ier et Doulce, la seigneurie de Berre. Après la mort de la comtesse de Provence (1129) et celle de son mari (1130), il dispute alors à la maison de Barcelone et à leur fils Bérenger-Raymond, les droits sur le comté de Provence. Il est à l'origine d'une guerre de succession qui divise à partir de 1136 la Provence et ses seigneurs. Ayant perdu le soutien d'Alphonse Jourdain, comte de Toulouse, il doit renoncer en 1150 à ses prétentions et meurt peu après. Il laisse quatre fils de son mariage avec Étiennette de Provence : Hugues, Guillaume, Bertrand et Gilbert ainsi que trois filles.
Hugues II des Baux (v. 1115-v. 1172), son fils aîné, ne renonce pas pour sa part aux droits qu'il estime tenir de sa mère, Étiennette de Provence, sur le comté de Provence. Il engage deux autres guerres de succession pour le comté de Provence de 1152 à 1162. Il est finalement vaincu par le comte de Provence qui en 1162 assiège et prend le château des Baux qu'il fait raser. Hugues II des Baux refuse toutefois de reconnaître le roi d'Aragon comme comte de Provence et s'exile en Sardaigne où il fonde la dynastie des princes (ou juges) d'Arborée éteinte en 1383,.

### Branches
Bertrand Ier des Baux ( mort en 1181), fils cadet de Raymond Ier des Baux et d'Étiennette de Provence, prend possession du château des Baux en 1172 à la mort de son neveu Raymond II des Baux. Il épouse vers 1163 Thiburge II d'Orange qui lui apporte la moitié de la seigneurie d'Orange, érigée la même année en principauté par Frédéric Barberousse. À sa mort, ses trois fils se partagent ses possessions. Leurs descendants deviennent maîtres d'une grande partie de la Provence, du Dauphiné et du Comtat Venaissin par successions, contrats et conquêtes.
- Hugues III des Baux (1173-1240) l'aîné, poursuit la branche aînée des seigneurs des Baux, vicomtes de Marseille et comtes d'Avellino[24],[26].
- Bertrand II des Baux (mort vers 1201), est l'auteur de la branche de Berre, ducs d'Andria et comtes de Castro au Royaume de Naples[24],[26].
- Guillaume Ier des Baux (v. 1176-1218), est l'auteur de la branche des princes d'Orange[24],[26].

#### Branche des seigneurs des Baux, vicomtes de Marseille et comtes d'Avellino
Cette branche a pour auteur Hugues III des Baux (mort en 1240), fils aîné de Bertrand Ier des Baux et de Thiburge II d'Orange, qui épouse Barrale, fille et héritière du vicomte de Marseille. Le comte de Provence Alphonse d'Aragon lui confirme en 1206 tout ce qu'il possède dans le comté de Marseille du chef de sa femme. En 1226, il est obligé de vendre au podestat de Marseille tous les droits seigneuriaux que lui avait apportés sa femme sur Marseille. Son fils Barral continue la lignée.
Barral Ier des Baux est dès 1236, sénéchal du Comtat Venaissin pour Raymond VII comte de Toulouse. Après le départ en 1248 du comte Charles d'Anjou pour la Palestine, Barrai tente profiter de son absence pour lui enlever la Provence, mais il doit finalement se rallier à celui-ci. Charles d'Anjou le fait venir au royaume de Naples et le nomme grand justicier. À sa mort en 1268, son fils Bertrand continue sa lignée au royaume de Naples.
Bertrand des Baux (1267-1305), attire par sa conduite la bienveillance de Charles d'Anjou à son égard. Le roi le fait comte d'Avellino et lui donne de nombreux domaines en Campanie. Retenu en Italie et ayant besoin d'argent, il cède vers la fin de sa vie de nombreux biens et droits en Provence.
La postérité de cette branche aînée qui possède la seigneurie de Baux se poursuit en Sicile et Provence jusqu'à Raymond IV des Baux (1334-1372), héritier universel de sa branche. En 1357, il fait partie d'un groupe de seigneurs qui se révoltent contre la reine Jeanne et ravagent la Provence. La reine confisque les terres de Raymond en 1358, mais cinq ans après, sur la demande des trois Etats de Provence, elle consent à considérer comme « des égarements de jeunesse les crimes, vols, incendies, invasions et homicides » de Raymond ; elle les lui pardonne et lui rend, avec son titre de comte, tout ce qu'il possédait en Sicile et en Provence. À sa mort 1372, sa fille unique Alix des Baux, devient comtesse d'Avellino et héritière d'une grande fortune.
Alix des Baux (1365 (ou 1367)-1426) dernière comtesse d'Avellino et dame des Baux, après un premier mariage annulé épouse en 1410 Conrad IV de Furstemberg, comte de Fribourg-en-Brisgau et de Neuchâtel. Elle meurt au château des Baux en 1426, dernière de sa branche et lègue le comté d'Avellino et le château des Baux à Guillaume des Baux duc d'Andria, mais Louis III d'Anjou, roi de Naples et comte de Provence, considère comme nul le testament d'Alix parce qu'il est en faveur d'étrangers. Il fait assiéger et saisir en février 1427 la forteresse, et les Baux sont annexés au comté de Provence.

#### Branche des seigneurs de Berre, ducs d'Andria et comtes de Castro (Royaume de Naples)
Cette branche a pour auteur Bertrand II des Baux (mort en 1201) seigneur de Berre, second fils de Bertrand Ier des Baux et de Thiburge II d'Orange. Marié à sa cousine Étiennette des Baux, il ne laisse qu'un fils, Raymond II (mort en 1236), héritier de tous ses biens, qui de son alliance avec Alix, fille de Hugues Geoffroy III vicomte de Marseille, est le père de trois fils : Bertrand, auteur de la branche de Meyrargues et Puyricard éteinte en 1349; Gilbert, auteur de la branche de Marignane, installée modestement dans la région de Marseille et dont on perd la trace avec Jean des Baux, marié en 1427 avec Jeanne de Tegrin; et Guillaume (1236-1266) seigneur de Berre, Istres, Lançon et Châteauneuf, marié à Eucharis de Tournel dont il a deux fils : Guillaume, évêque de Troia, et Bertrand II (mort en 1309) seigneur de Berre et Istres, qui accompagne en 1265 Charles d'Anjou en Italie et qui de son mariage avec Bérengère a pour fils Bertrand III, qui suit.
Bertrand III des Baux (1309-1351) seigneur de Berre, comte d'Andria, suit son père en Italie en 1265 auprès du roi Charles Ier d'Anjou, où il devient capitaine général en Toscane et grand justicier du Royaume de Naples. Il fait une alliance royale en épousant en premières noces 1308 la princesse Béatrice d'Anjou, fille de Charles II d'Anjou roi de Naples et comte de Provence et de Marie de Hongrie (1257-1323) qui lui apporte le comté d'Andria au Royaume de Naples. Marié en secondes noces à Marguerite d'Aulnay, veuve de Louis, comte de Flandres, il a pour fils François, qui suit.
François des Baux (1330-1422) seigneur de Berre, comte d'Andria puis duc d'Andria (1352). Il épouse en premières noces Louise Sanseverino, en secondes noces Marguerite d'Anjou-Tarente, fille de Philippe Ier d'Anjou, prince de Tarente, empereur (titulaire) de Constantinople, et en troisièmes noces à Sueve Orsini. Pour une raison inconnue, il est enfermé pendant dix-huit ans ans (1352-1370) sur ordre de la reine Jeanne de Naples puis rentre en grâce auprès de celle-ci. En 1372, comme gage de réconciliation entre Naples et la Sicile, il marie sa fille Antonia avec Frédéric III d'Aragon, roi de Sicile. Il laisse deux fils : Jacques et Guillaume.
L’aîné, Jacques des Baux (mort en 1383), recueille l'héritage de son grand-père Philippe Ier prince de Tarente, fils de Charles II d'Anjou, roi de Naples et devient ainsi prince de Tarente et d'Achaïe, despote de Roumanie, seigneur d'Albanie et empereur (titulaire) de Constantinople. En conflit avec la reine Jeanne de Naples à propos de l'héritage de la principauté de Tarente, il se réfugie en Grèce dans sa principauté d'Achaïe puis à la mort de la reine Jeanne de Naples en 1382, il récupère la principauté de Tarente où il s'installe et meurt l'année suivante. Il meurt sans postérité de son mariage avec Agnès de Durazzo, fille du duc Charles de Durazzo et de Marie de Calabre.
Le cadet, Guillaume des Baux 2e duc d'Adria (mort en 1444), est désigné comme son héritier universel par sa cousine Alix des Baux dame des Baux et comtesse d'Avellino, dernière de sa branche, par son testament du 7 octobre 1426. Marié à Antonia Brunfortia, il laisse un fils unique François II des Baux 3e duc d'Adria (1410-1482) grand Connétable du royaume de Naples, marié à Sancia Chiaramonte (sœur d'Isabelle, femme du roi de Naples, Ferrante Ier dont deux fils Pierre des Baux et Agilberto des Baux.
- Pierre des Baux (mort en 1487), 4e et dernier duc d'Adria, ne laisse que des filles dont Isabelle des Baux (1465-1533), reine consort de Naples, épouse du roi Frédéric Ier et Antoinette des Baux (Antonia del Balzo) (1461-1538), dernière de la branche des ducs d'Adria mariée à Jean-François de Gonzague, comte de Sabionetta.
- Agilberto des Baux (mort en 1487), comte de Castro et Ugento, duc de Nardo, marié à Antonia Sanseverino, dont la branche s'éteint avec sa petite-fille Antoinette des Baux (fille de François des Baux, comte de Castro), dernière de la branche des comtes de Castro, mariée au marquis de Licordici.

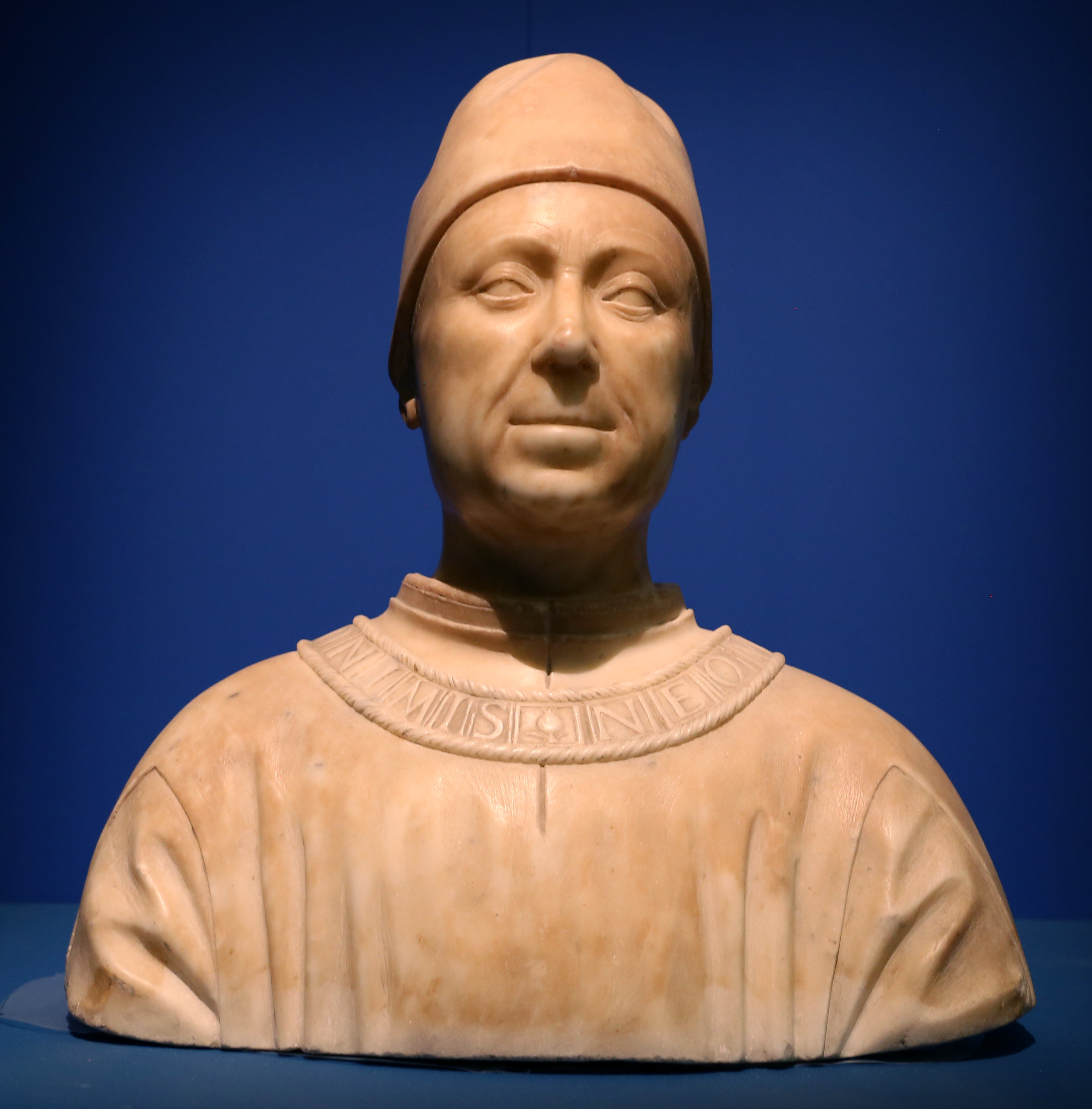
François II des Baux, duc d'Andria
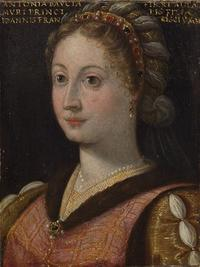
Antoinette des Baux (Antonia del Balzo) (1461-1538) branche des ducs d'Adria
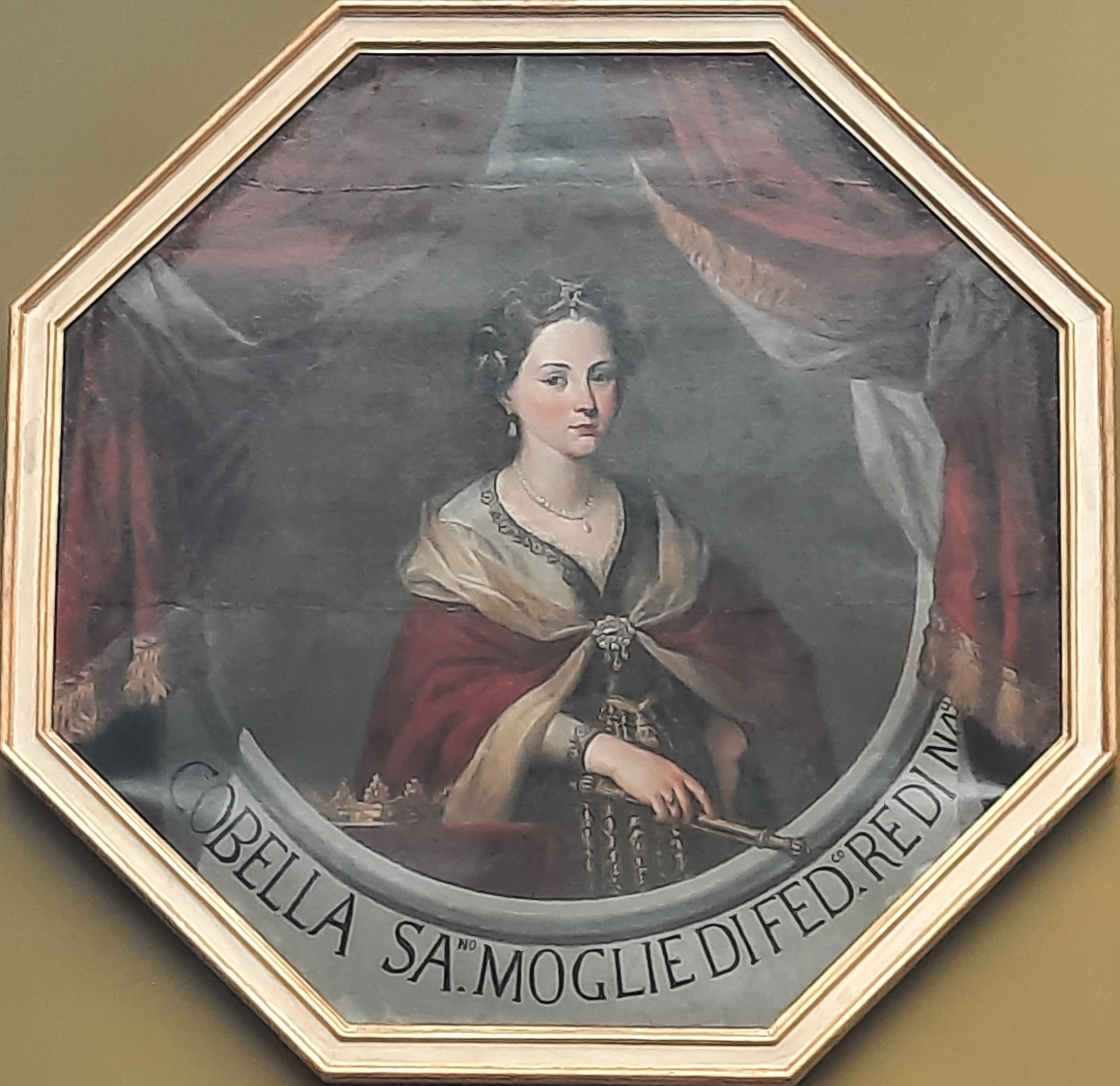
Portrait d'Isabelle del Balzo (1465-1533) fille de Pierre des Baux, duc d'Andria, reine consort de Naples, épouse du roi Frédéric Ier
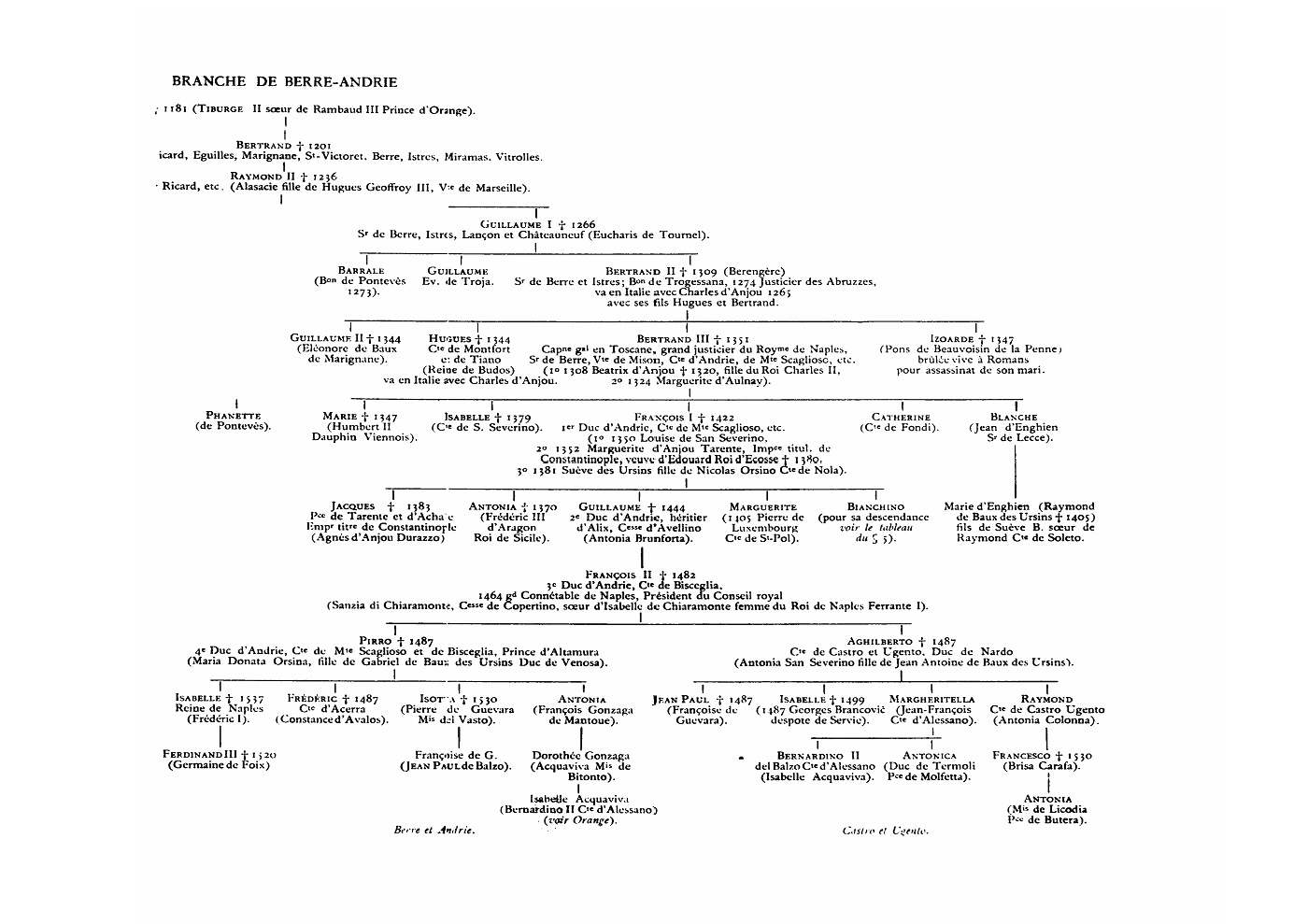
Généalogie de la Branche des seigneurs de Berre puis ducs d'Andria

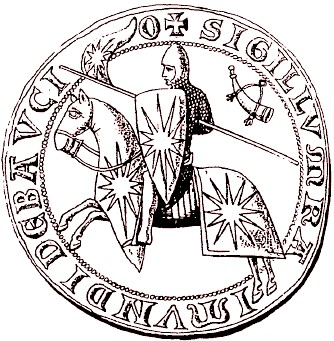
Sceau de Guillaume Ier des Baux, prince d'Orange

#### Branche des princes d'Orange
Cette branche a pour auteur Guillaume Ier des Baux (vers 1176-1218), troisième fils de Bertrand Ier des Baux marié en 1163 à Thiburge II d'Orange qui lui apporte apporte la moitié de la seigneurie d'Orange, érigée en principauté la même année par Frédéric Barberousse.
Son fils, Guillaume Ier des Baux, prince d'Orange (1173-1218), marié à Ermengarde de Mévouillon puis à Ermengarde de Sabran, prend en Provence, la tête de la coalition des seigneurs catholiques, mais capturé par les hérétiques, il est écorché vif en 1218.
En 1308, Bertrand II des Baux, prince d'Orange (†1314) obtient de Charles II d'Anjou roi de Naples et comte de Provence, la donation de l'autre moitié de la terre d'Orange, donnée en 1215 par Rambaud IV à d'Orange à l'Ordre de Saint-Jean de Jérusalem et acquit en 1207 par le comte de Provence par échange avec l'Ordre.
Raymond III des Baux (†1393) est le dernier prince d'Orange de la maison des Baux. Sa fille unique Marie des Baux (†1417) princesse héritière d'Orange, née de son union en secondes noces avec Jeanne de Genève, épouse en 1386 Jean III de Chalon-Arlay qui devient prince d'Orange du chef de sa femme. La principauté d'Orange passe alors dans la maison de Chalon-Arlay.

### Extinction
La maison des Baux est généralement donnée comme éteinte définitivement dans toute ses branches au commencement du XVIe siècle en Italie avec Antoinette des Baux (Antonia del Balzo) (1461-1538), fille de Pierre des Baux (Pirro del Balzo) 5e duc d'Andria, dernière de la branche des ducs d'Andria, mariée à Jean-François de Gonzague, comte de Sabionetta, et avec Antoinette des Baux, fille de François des Baux, comte de Castro, dernière de la branche des comtes de Castro, mariée au marquis de Licordici, mais selon des auteurs

Armes de la maison des Baux

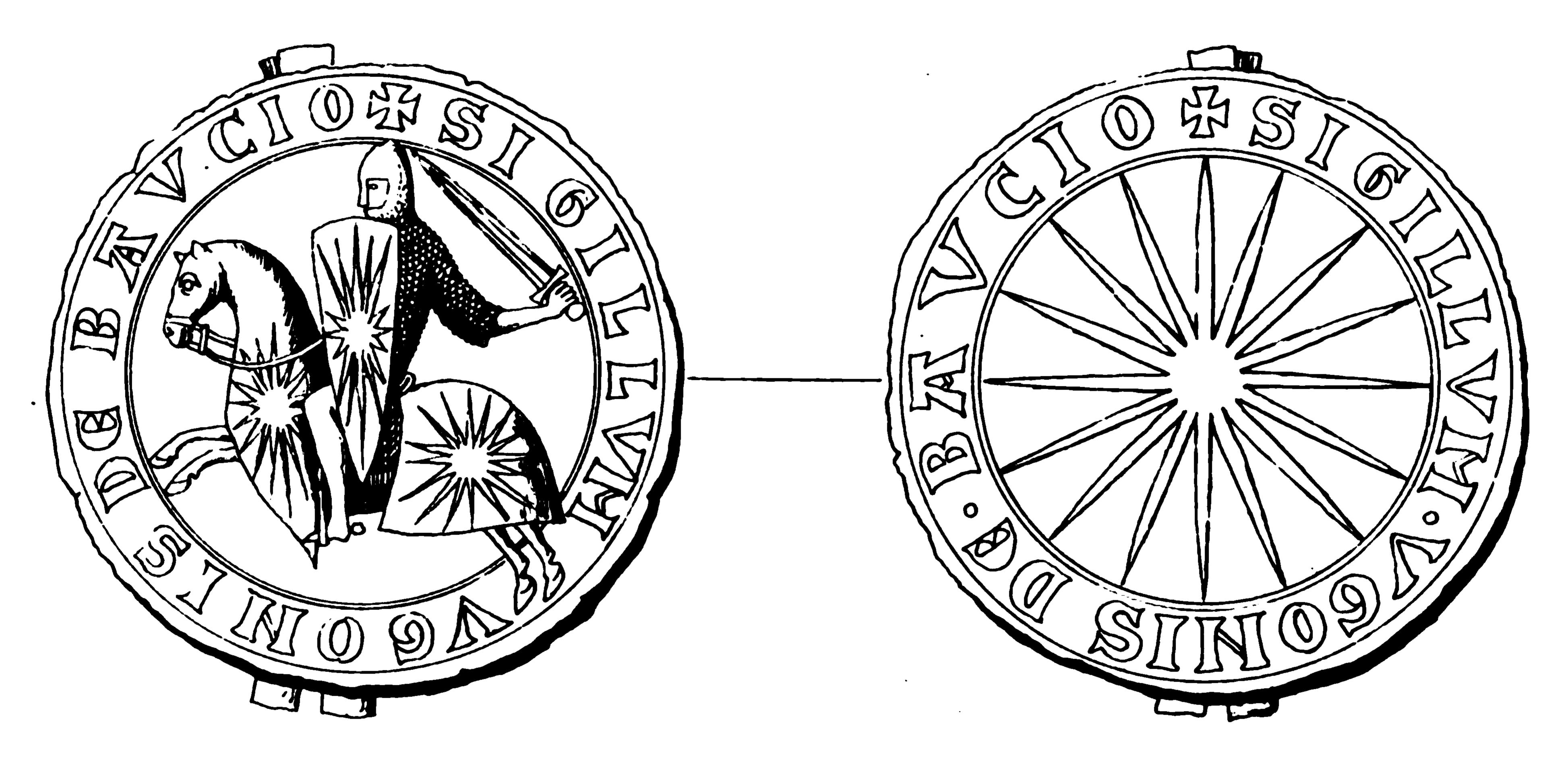
Sceau de Hugues III des Baux

, (dont Gustave Noblemaire dans son Histoire de la maison des Baux, 1913), elle subsiste en Italie avec les ducs de Presenzano, issus de la branche des Baux, ducs d'Andria. Ce rattachement est contesté car il reposerait sur un faux testament de 1422 de François des Baux qui mentionne un fils du nom de Bianchino d'où seraient issus les ducs de Presenzano.

## Armes
Une légende datant des environs de l'an 1300 fait descendre la maison des Baux de Balthazar, l'un des trois rois mages.
Les plus anciennes armes connues de la Maison de Baux sont de gueules à une étoile à seize rais d'argent,.
L'étoile à seize branches rappelle l'étoile des rois mages tout comme la devise de la famille A l'azar , Bautézar (Au hasard, Balthazar).
L'écu portait d'un côté un cavalier tenant un bouclier et s'avançant l'épée haute ; et de l'autre, de gueules, une comète à seize rais d'argent.